# Варыш (скала)
Варыш — отвесное скальное обнажение на правом берегу Берёзовой реки в Чердынском районе Пермского края. Скала является памятником природы.
Скала высотой до 70 м состоит из двух скальных выходов, разделённых небольшим логом. У подножия скалы находится Варышская пещера протяжённостью 50 м. Вход имеет форму арки высотой 2,3 м и шириной 9 м, состоит из 2-х гротов с небольшими ответвлениями. В дальнем гроте обнаружено тектоническое зеркало скольжения с явно видными бороздами — редкое явление для пещер Урала. В пещере обнаружена стоянка человека, датируемая IX—XIV веками.
На скалах отмечен ряд видов растений, занесённых в Красную книгу Среднего Урала: шиверекия подольская, тимьян малолистный, лапчатка снежная, астра альпийская, пион уклоняющийся.